# Ladislav Hemmer
Ladislav Hemmer (16. června 1904 Praha – 9. dubna 1949 Praha) byl český herec.

## Život
V mládí hrával ochotnicky divadlo, na počátku 20. let působil krátce jako elév v Národním divadle. Poté vystřídal několik oblastních scén a kočovných divadel. Od roku 1928 až do roku 1942 působil v souboru Divadla Vlasty Buriana. Svým hereckým projevem i tělesným vzezřením představoval herecký typ, který jej předurčoval zejména do komediálně laděných rolí, frašek, burlesek a zábavních skečů. Z tohoto důvodu byl poměrně známým i vyhledávaným filmovým hercem. Hrál celkem v 41 filmech, v 8 s Vlastou Burianem.
Jeho ženou byla Emilie Budinská, rozená Mrázková (1907), již pojal za manželku 21. června 1937 na Staroměstské radnici v Praze. Měl nemanželskou dceru Janu (1934). Když po roce 1945 vypovídal jako svědek u soudního procesu s obžalovaným hercem Karlem Postraneckým, prohlásil, že Karel Postranecký jako jeden z mála z jeho divadelních kolegů a kamarádů mu do vězení posílal balíčky s jídlem na přilepšení, v době jeho věznění, z politických důvodů. Zemřel ve svém bytě na Karlově náměstí v Praze ve věku 44 let; příčinou jeho smrti byla rakovina, se kterou statečně bojoval dlouhé měsíce. Jeho manželka Emilie pracovala ještě v polovině 60. let v pražském knihkupectví.  